# Imieniewo (rejon batyriewski)
Imieniewo (ros. Именево) – wieś (dieriewnia) w Rosji, w Czuwaszji, w rejonie batyriewskim. W 2010 liczyła 389 mieszkańców.